# Jakubovany (Žilina)
Jakubovany é um município da Eslováquia, situado no distrito de Liptovský Mikuláš, na região de Žilina. Tem 9,11 km² de área e sua população em 2018 foi estimada em 367 habitantes.

## Demografia
| Ano:        | 1994 | 2004    | 2014   | 2024   |
| ----------- | ---- | ------- | ------ | ------ |
| Broj ljudi: | 534  | 425     | 402    | 366    |
| Razlika:    |      | -20,41% | -5,41% | -8,95% |

| Ano:               | 2023 | 2024 |
| ------------------ | ---- | ---- |
| Número de pessoas: | 366  | 366  |
| Diferença:         |      | +0%  |